# Rookworst

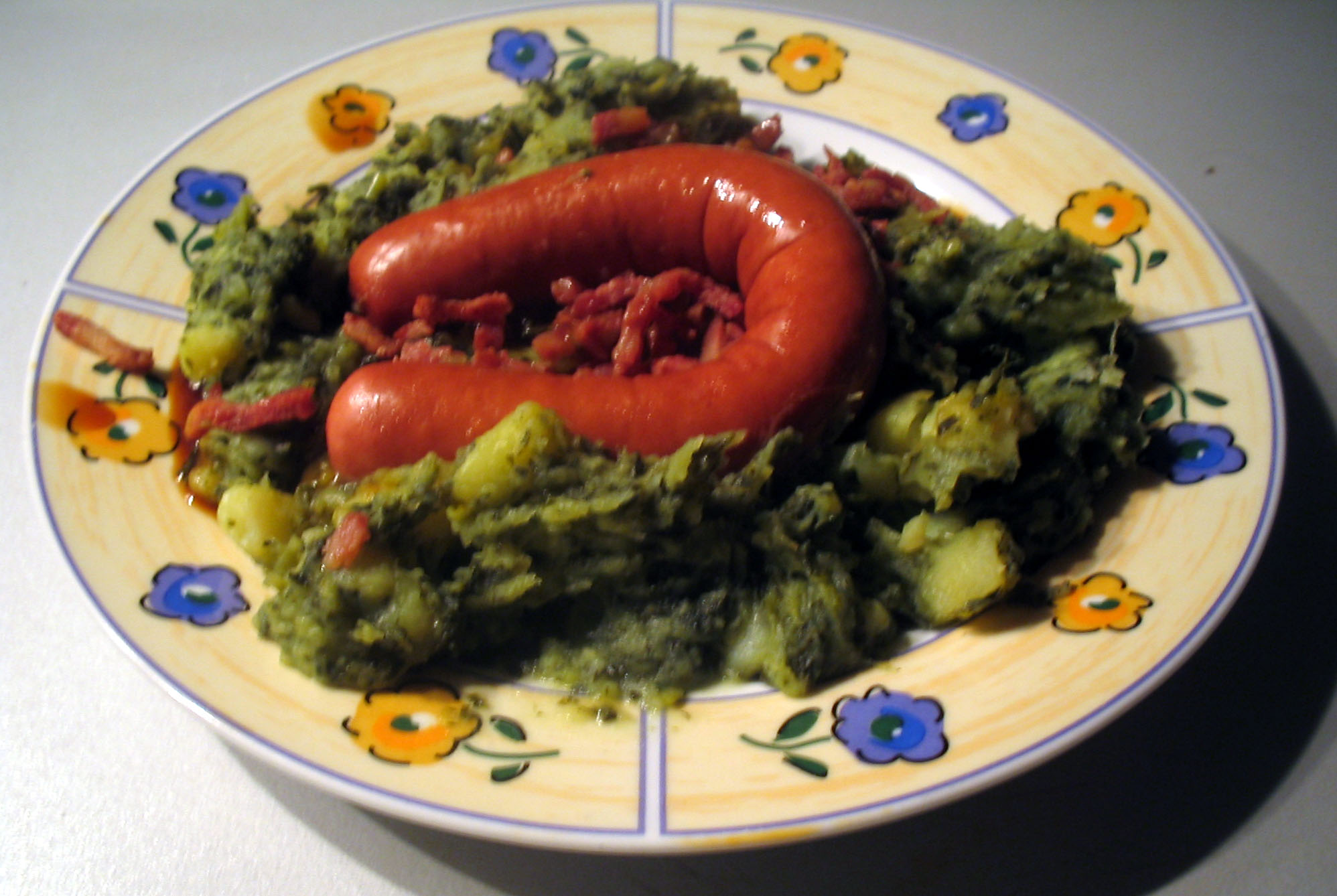
Un trozo de rookworst con stamppot de col verde.

La rookworst (‘salchicha ahumada’) es un tipo de salchicha de los Países Bajos, en el que la carne picada se mezcla con especias y sal y se embute dentro de una tripa, originalmente intestino natural, pero actualmente elaborada con colágeno de vaca. La rookworst es un ingrediente tradicional del stamppot.
Al contrario de lo que sugiere el nombre, la rookworst moderna rara vez se ahúma. Para lograr el sabor a humo típico del producto, se añaden aromas de humo junto a las especias. La auténtica rookworst antigua se ahúma sobre astillas de madera; puede reconocerse por una gota seca en su extremo.
Hay dos tipos de rookworst:
- El más común es una salchicha cocida envasada al vacío, que sale de la fábrica ya cocinada, y solo necesita volver a calentarse en agua hirviendo.
- La rookworst cruda, también conocida como artesana, antigua o de carnicero, contiene carne cruda y debe cocinarse adecuadamente. A menudo este tipo de rookworst sigue empleando tripa natural en lugar de sintética. Dentro de las rookworsts crudas se distinguen la variante picada fino de la picada grueso.

- Datos: Q1351116
- Multimedia: Rookworst / Q1351116